# Сан-Исабель (национальный лес)
Сан-Исабель (англ. San Isabel National Forest) — национальный лес на юге штата Колорадо, США. Площадь леса составляет 1 120 233 акров (4533,42 км²). Состоит из трёх участков, наиболее обширный из которых, северный, окружает шахтёрский город Ледвилл. На западе граничит с национальным лесом Уайт-Ривер и национальным лесом Рио-Гранде, на севере — с национальным лесом Пайк.

## Общая информация
Территория национального леса занимает части округов Чаффи, Кастер, Лейк, Уэрфано, Фримонт, Пуэбло, Савоч, Лас-Анимас, Парк, Костилья и Саммит.
Национальный лес был образован 11 апреля 1902 года по решению президента Теодора Рузвельта.
В непосредственной близости от национального леса проходит магистраль I-25, его пересекают US 24, US 50 и US 285.

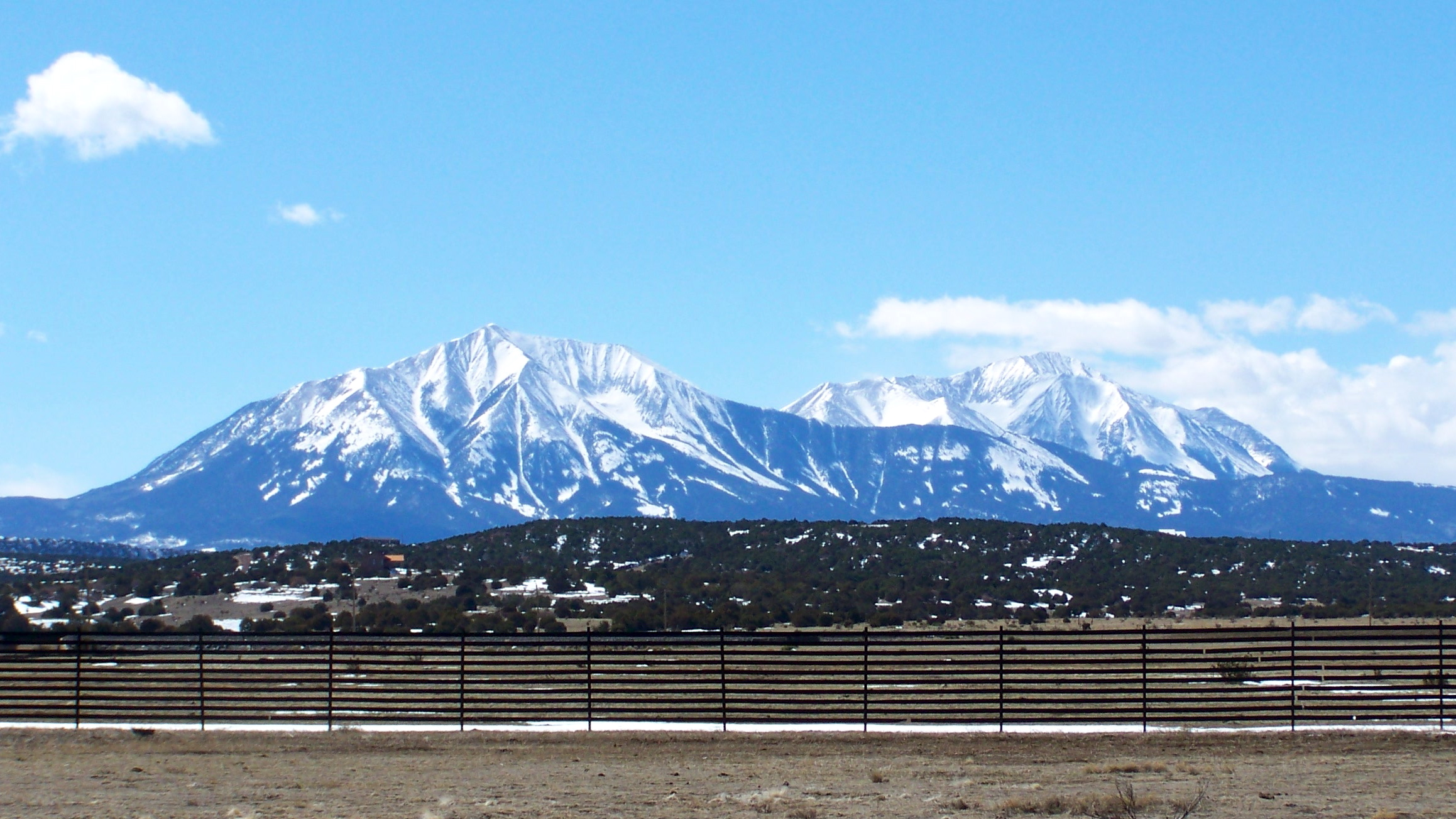
Спэниш-Пикс — одни из самых известных гор национального леса, расположены в южном участке

Штаб-квартира администрации национальных лесов Сан-Исабель, и Пайк и национальных лугов Симаррон и Команчи располагается в городе Пуэбло. Отделения лесничества имеются в Кэньон-Сити, Ледвилле и Салайде.
Высшая точка Колорадо, гора Элберт (4399 м), находится на территории национального леса. 19 других гор леса превышают высоту в 4200 м.
Северный участок леса включает хребты Савач и Сангре-де-Кристо. Средний участок включает горы Уэт (высшая точка — Гринхорн, 3763 м). На южном участке располагаются Спэниш-Пикс — продолжение хребта Сангре-де-Кристо.

## Территории дикой природы
Несколько частей национального леса имеют статус МСОП Ib — «Территория дикой природы». Это — самые строго охраняемые природные участки в США, доступ к ним открыт только пешим ходом или на лошади.
- Баффало-Пикс (Buffalo Peaks, с 1993 года, 175,7 км², частично на территории национального леса Пайк)
- Коллиджит-Пикс (Collegiate Peaks, с 1980 года, 677,5 км², частично на территории национального леса Ганнисон и национального леса Уайт-Ривер)
- Гринхорн-Маунтин (Fossil Ridge, с 1993 года, 89,2 км²)
- Маунт-Массив (Mount Massive, с 1980 года, 123,6 км²)
- Сангре-де-Кристо (Sangre de Cristo, с 1993 года, 893,56 км², частично на территории национального леса Рио-Гранде и национального парка Грейт-Санд-Дьюнс)
- Спэниш-Пикс (Spanish Peaks, с 2000 года, 77,8 км²)
- Холи-Кросс (Holy Cross, с 1980 года, 496,94 км², частично на территории национального леса Уайт-Ривер)